# Dragon Wars
Dragon Wars (Originaltitel: 디워 (D-War)) ist ein südkoreanischer Fantasy- und Actionfilm des Regisseurs Shim Hyung-rae aus dem Jahr 2007. Der Film war mit fast 8,5 Millionen Zuschauern in Südkorea überaus erfolgreich.
Mit der in Los Angeles angesiedelten Handlung und den US-amerikanischen Schauspielern zielte der Film auf den internationalen Markt und war mit Produktionskosten in Höhe von 70 Millionen US-Dollar der bis dahin teuerste südkoreanische Film.

## Handlung
Nach einer alten koreanischen Legende versuchen finstere Wesen die Herrschaft über die Erde zu gewinnen. Vor 500 Jahren misslang es ihnen, durch das Opfer einer jungen Frau die Kontrolle über einen mächtigen Drachen zu gewinnen. Im Amerika der Gegenwart starten sie ihren nächsten Versuch.
Dem Reporter Ethan Kendrick wurde bereits als Kind von der alten Legende erzählt, nach der er die Reinkarnation des Kriegers Haram sei, der seine große Liebe Narin vor dem Drachen Buraki rettete. Auf der Suche nach den Hintergründen geheimnisvoller Vorfälle stößt er auf Sarah und gemeinsam müssen sie vor dem Drachen Buraki fliehen. Dabei hinterlassen der Drache und andere echsenartige Kreaturen eine Spur der Verwüstung quer durch Los Angeles. Die herbeigerufenen amerikanischen Streitkräfte können der Situation kaum Herr werden. Schließlich opfert sich Sarah, um den Untergang der Welt abzuwenden und den ewigen Kreislauf der Bedrohung zu unterbrechen.

## Hintergrund
Der Film wurde im kalifornischen Los Angeles und Victorville sowie an Drehorten in Südkorea gedreht. Die Dreharbeiten begannen am 1. Oktober 2004 und endeten am 21. Dezember 2004. Das Budget des Films wird auf 70 Millionen US-Dollar geschätzt. Am 8. Februar 2007 feierte der Film seine Weltpremiere beim European Film Market. Beim Cannes Filmfestival war er am 20. Mai 2007 zu sehen. In Südkorea wurde er am 1. August 2007 erstmals vorgeführt, in den Vereinigten Staaten war er ab dem 14. September 2007 zu sehen. In Deutschland erschien der Film am 10. April 2008 auf DVD. Der Film wurde im deutschen Fernsehen am 18. Juli 2010 von ProSieben unter dem Titel „Dragon Wars“ ausgestrahlt. Am Eröffnungswochenende wurden in den Vereinigten Staaten über 5 Millionen US-Dollar eingenommen, während in Südkorea fast 12,2 Milliarden ₩ eingespielt wurden. Insgesamt wurden in den Vereinigten Staaten fast 11 Millionen US-Dollar eingenommen, während außerhalb der Vereinigten Staaten knapp 53,6 Millionen US-Dollar eingespielt wurden, davon über 50,7 Milliarden ₩ in Südkorea.
Der Film ist laut der Internet Movie Database die erste südkoreanische Produktion, die landesweit in den US-amerikanischen Kinos gezeigt wurde.

## Kritiken
Kino.de wertete: „Obwohl Shim in seinem Heimatland als einer der erfolgreichsten Komödienschauspieler gilt, verzichtet er in seiner ambitionierten Fantasysaga fast gänzlich auf Comic Relief. Das soll nicht heißen, dass es hier nichts zu lachen gibt. Denn angefangen von den gestelzten Dialogen über die hölzernen Schauspieler hin zu logischen Aussetzern macht sich einige unfreiwillige Komik breit. Fazit also: Für B-Movie-Fans absolut kultverdächtig, alle anderen werden nur bedingt glücklich werden.“
Das Kritiker-Forum bei buffed.de befand, dass „das Potential des Films völlig ungenutzt bleibt.“ Der „langweilige Durchhänger in der Mitte hätte nicht sein müssen“, auch „ist er an einigen Stellen unglaubwürdig, selbst für einen Fantasy-Film.“
Cinema meinte zu dem „beinahe völlig vergurkte[n] Fantasyabenteuer“: „Man muss sich […] nicht die erste Dreiviertelstunde voller wirrer Dramaturgie, grottiger Dialoge und ungewollter Komik antun. Dann aber treffen Schlange und andere Monster auf die US-Armee und verwandeln Downtown L. A. in einen Sanierungsfall. Bei dieser Actionorgie geht Siebenjährigen allen Alters das Herz auf – und sie lässt ahnen, was aus Südkoreas bislang teuerstem Film hätte werden können, hätte man einen Teil der 70 Millionen Dollar in ein vernünftiges Skript und gute Darsteller gesteckt. Fazit: Schrott – bis auf fünfzehn Minuten Action“

## Auszeichnungen
Shim Hyung-rae wurde 2007 bei den Asian Film Awards in der Kategorie „Best Visual Effects“ nominiert.